# Heinz Krug (Waffenhändler)
Arno Fritz Kurt Heinz Horst Krug (* 16. August 1913 in Muskau; verschollen am 11. September 1962 in München) war ein deutscher Jurist und späterer Waffenhändler.

## Leben
Heinz Krug wurde als Sohn eines Mittelschullehrers geboren und besuchte die Oberrealschule in Waldenburg (Schlesien). 1925 war er Mitglied des Jungstahlhelms. Krug studierte Rechtswissenschaften in Innsbruck und Breslau. Während seines Studiums wurde Krug 1932/33 Mitglied der Breslauer Burschenschaft der Raczeks. Später wurde er auch Mitglied der Burschenschaft Carolina Prag in München.
Als Student war Krug zum 1. Mai 1933 in die NSDAP eingetreten (Mitgliedsnummer 1.971.204).
1936 unterbrach er sein Studium, um sich bei der Luftwaffe zum Flugzeugführer ausbilden zu lassen. 1937 trat er dem NSFK bei, wo er als Referent für Dienststraf- und Beschwerdewesen sowie für das Sozialwesen wirkte. Er setzte sein Studium in Breslau fort und leistete nebenbei seinen Dienst bei der Luftwaffe. 1938 nahm er am Deutschlandflug teil, 1939 am Mitteldeutschen Rundflug. Er machte einen Segelkurs auf der Yacht von Friedrich Christiansen und nahm Ende 1938 an einer Italienreise teil.
1939 wurde er Unteroffizier und legte sein Erstes juristisches Staatsexamen ab. Er wurde Gerichtsreferendar. Am 24. Februar 1940 wurde er in Breslau zum Dr. iur. promoviert. In den Jahren 1941 und 1942 war Krug in Klagenfurt als Fluglehrer an der Flugzeugführerschule tätig. Er arbeitete später in der Heeresversuchsanstalt Peenemünde am deutschen Raketenprogramm unter SS-Sturmbannführer Wernher von Braun mit, lehnte 1945 ein Angebot zur Weiterarbeit in den USA jedoch ab.
Nach dem Zweiten Weltkrieg arbeitete Krug in München bei der Luftfahrtabteilung der Allianz Versicherung. Am 12. Dezember 1946 heiratete Heinz Krug seine Frau Margot (1921–2004). Ihre Tochter Beate Krug kam 1947, ihr Sohn Kaj Rüdiger 1951 zur Welt. 1958 ging er nach Stuttgart ans Forschungsinstitut für Physik der Strahlenantriebe, um den wissenschaftlichen Leiter Eugen Sänger als Geschäftsführer zu entlasten. Mit diesem und unter anderem Wolfgang Pilz entwickelte er ein Raketenprogramm für Ägypten. Am 14. Juli 1960 ließ er die „Intra-Handelsgesellschaft mbH“ in das Stuttgarter Handelsregister eintragen. Darüber hinaus leitete Krug die Münchner Vertretung der United Arab Airlines. Am Raketenprogramm Ägyptens beteiligte er sich unter anderem mit der Lieferung von benötigtem Material und Technik.

## Verschwinden
Heinz Krug verschwand am 11. September 1962 spurlos aus München. Zwei Tage später wurde sein Mercedes 300 SE gefunden.
In verschiedenen Medien wurde im Rahmen der Affäre um deutsche Raketenexperten in Ägypten eine Beteiligung des Mossad oder Ägyptens vermutet. Die israelische Zeitschrift HaBoker vermutete 1962 eine Entführung und Ermordung durch Ägypten.
Später fiel auch der Name Otto Skorzeny. Nach einem Bericht der Haaretz 2016 traf sich Krug mit Skorzeny, der ihn im Auftrag Israels erschoss und gemeinsam mit Helfern seinen Leichnam mit Säure überschüttete und in einem Wald vergrub.
Nach 2018 veröffentlichten Recherchen des israelischen Journalisten Ronen Bergman wurde Krug von München aus entführt, über Marseille nach Israel gebracht, dort monatelang verhört, im Auftrag von Isser Harel nördlich von Tel Aviv getötet und seine Leiche anschließend aus einem Flugzeug der Israelischen Luftstreitkräfte ins Meer geworfen.

## TV-Beitrag
- War Mossad verantwortlich für Verschwinden des Münchner Geschäftsmannes Heinz Krug?, Bayerischer Rundfunk 25. Januar 2018